# Nystalea nigriplaga
Nystalea nigriplaga är en fjärilsart som beskrevs av Rothschild 1917. Nystalea nigriplaga ingår i släktet Nystalea och familjen tandspinnare. Inga underarter finns listade i Catalogue of Life.